# Liste der Fernstraßen in der Republik Moldau
Das Fernstraßennetz der Republik Moldau beruht zum Teil auf dem ehemaligen Fernstraßennetz der Sowjetunion.

## Liste der Fernstraßen
| Kurz            | Name | Verlauf                                                                                               | Länge  |
| --------------- | ---- | --- | ------ |
| M1 · E581       | M1   | Chișinău – Leușeni – Grenze nach Rumänien, weiter als                                                 | 100 km |
| M2              | M2   | Chișinău – Orhei – Florești – Soroca – Grenze zur Ukraine                                             | 162 km |
| M3 · E577 · E87 | M3   | Chișinău – Comrat – Giurgiulești – Grenze nach Rumänien, weiter als                                   | 220 km |
| M4              | M4   | Tiraspol – Dubăsari – Rîbnița – Grenze zur Ukraine                                                    | 188 km |
| M5 · E58 · E583 | M5   | weiter als , Grenze zur Ukraine – Lipkany – Edineț – Bălți – Chișinău – Tiraspol – Grenze zur Ukraine | 375 km |
| M21 · E577      | M21  | Chișinău – Dubăsari – Grenze zur Ukraine, weiter als                                                  | 67 km  |